# Blue Air
Blue Air és una aerolínia de baix cost amb seu en l'aeroport internacional Aurel Vlaicu de Bucarest, a Romania. Va començar a operar el 2004 i ofereix destinacions europees. Últimament, s'ha centrat a comunicar els aeroports regionals romanesos com ara Arad, Bacău i Sibiu.

## Destinacions

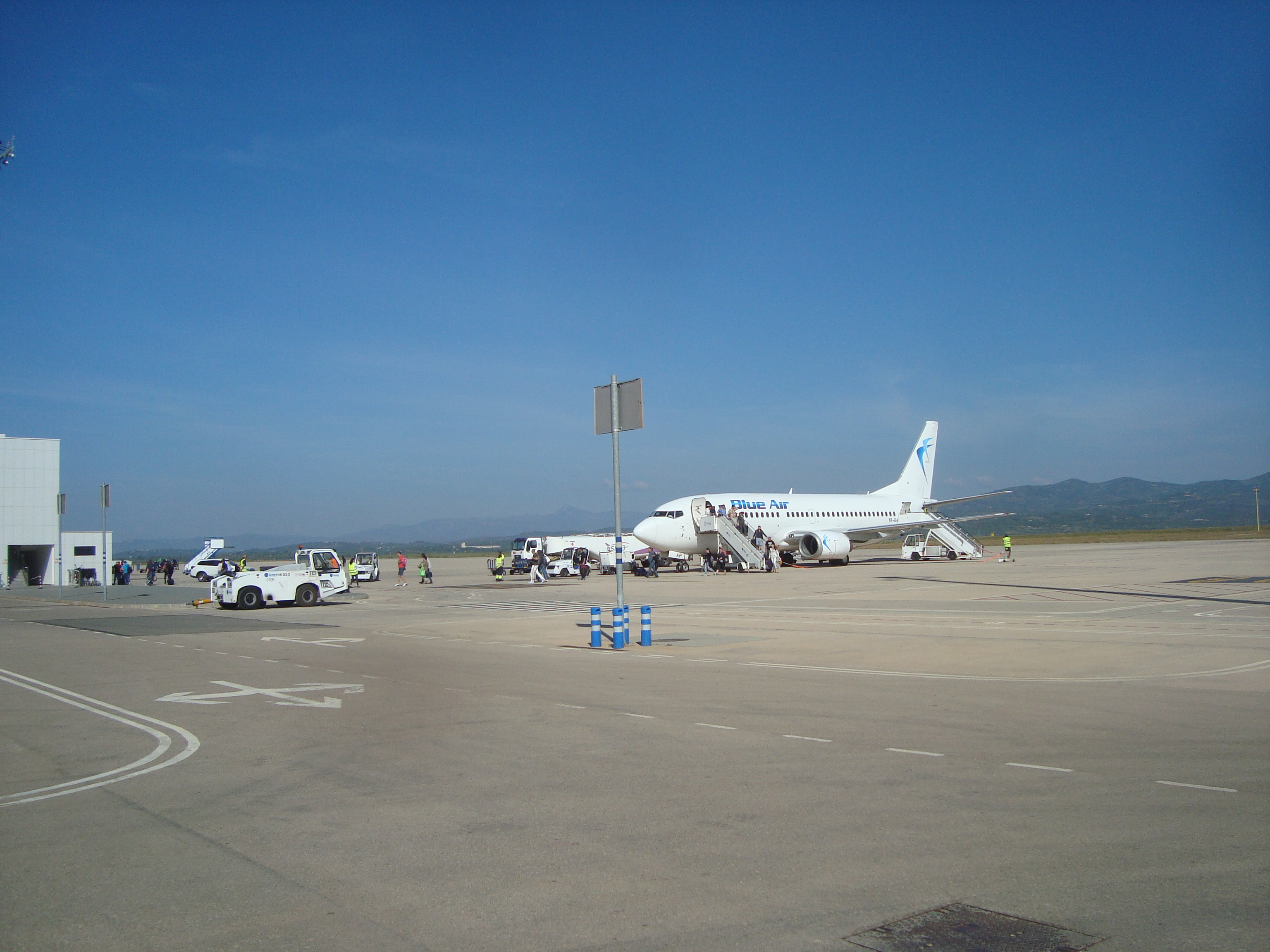
Blue Air YR-BAP a l'aeroport de Castelló el 2016

Quan es fundà, efectuava el vol des de Bucarest fins a Timişoara, però aquest vol es cancel·là el 2005 per la reduïda demanda que tenia i la competència que li feia la línia en tren. També ofereix transports entre províncies romaneses, però ara amb menys afluència de passatgers, perquè algunes companyies com ara EasyJet, GermanWings o Wizz Air han començat a operar a Romania.
Ofereix bitllets debades de Cluj a Bucarest i de tornada, si es compra un bitllet d'anada i tornada des de Bucarest fins a qualsevol província romanesa.

## Flota
La flota de Blue Air inclou les següents aeronaus: (La companyia està reemplaçant els clàssics 737 per 737 NG.)